# جانی کری
جانی کری (انگلیسی: Johnny Carey; ۲۳ فوریهٔ ۱۹۱۹ – ۲۲ اوت ۱۹۹۵) یک بازیکن فوتبال در پست مدافع اهل جمهوری ایرلند بود.

## باشگاهی
از باشگاه‌هایی که در آن بازی کرده‌است می‌توان به میدلزبورو، منچستر سیتی، لیورپول، باشگاه فوتبال کاردیف سیتی، باشگاه فوتبال شامروک روورز، منچستر یونایتد، و اورتون اشاره کرد.

## تیم ملی
وی همچنین در تیم ملی فوتبال جمهوری ایرلند بازی کرده‌است.